# Телазіоз
Телазіоз (або Телазіаз, лат. thelaziasis, англ. Thelaziosis) — гельмінтоз із групи нематодозів. Дорослі особини всіх виявлених до цього часу видів роду Thelazia паразитують під кон'юнктивою ока й оточуючих тканинах (таких як повіки, слізні протоки тощо) різних ссавців, включаючи людей, і птахів. Збудником гельмінтозу є Thelazia callipaeda, рідше — Т. californiensis.

## Етіологія
Яйця відкладаються зі сформованими личинками в слізну рідину дефінітивного хазяїна. Паразитують під кон'юнктивою ока у собак, вовків, лисиць, уссурійських єнотів. Проміжним хазяїном є муха Phortica variegata. Повзаючи у внутрішнього кута ока тварини, меншою мірою, людини, муха заковтує яйця разом зі слізною рідиною. Весь цикл розвитку гельмінта завершується за 50 днів.
Т. californiensis зустрічається в Північній Америці у собак. Самець завдовжки 7,7—12,72 мм; самка — 12,85—18,80 мм. Описано паразитування гельмінта у людини.

## Клінічні прояви
Турбує посилена сльозотеча, кон'юнктивіт, відчуття чужорідного тіла в оці.

## Діагностика
Передбачає огляд очей і прилеглих тканин на наявність гельмінтів. Доросла особина є дуже активною, тому її рухи помітні.

## Лікування
Видалення гельмінтів промиванням очей 2 % розчином новокаїну.

## Профілактика
Запобігання в ендемічних місцях можливості потрапляння мух навколо очей. Після контакту з собаками слід ретельно мити руки не підносячи до цього їх до очей.